# (443843) 2001 FO185
(443843) 2001 FO185, também escrito como (443843) 2001 FO185, é um objeto transnetuniano que está localizado no cinturão de Kuiper, uma região do Sistema Solar. Este corpo celeste é classificado como um cubewano. Ele possui uma magnitude absoluta de 6,6 e tem um diâmetro com cerca de 211 km.

## Descoberta
(443843) 2001 FO185 foi descoberto no dia 26 de março de 2001 pelo astrônomo Marc W. Buie.

## Órbita
A órbita de (443843) 2001 FO185 tem uma excentricidade de 0,122 e possui um semieixo maior de 46,609 UA. O seu periélio leva o mesmo a uma distância de 40,930 UA em relação ao Sol e seu afélio a 52,287 UA.